# Sadat Ouro-Akoriko
Sadat Ouro-Akoriko (1º febbraio 1988) è un ex calciatore togolese, di ruolo difensore.